# واگوو (استان اشوی‌داشکسیه)
واگوو (به لاتین: Łagów) یک روستا در لهستان است که در گمینا واگوو (استان اشوی‌داشکسیه) واقع شده‌است. واگوو ۱٬۶۳۰ نفر جمعیت دارد.